# Солдатово (Бистроістоцький район)
Солда́тово (рос. Солдатово) — село у складі Бистроістоцького району Алтайського краю, Росія. Входить до складу Акутіхинської сільської ради.

## Населення
Населення — 129 осіб (2010; 144 у 2002).
Національний склад (станом на 2002 рік):
- росіяни — 98 %